# Compsocerus opacipennis
Compsocerus opacipennis is een keversoort uit de familie boktorren (Cerambycidae). De wetenschappelijke naam van de soort is voor het eerst geldig gepubliceerd in 1910 door Gounelle.